# Парк Мейджорс-Хилл
Парк Мейджорс-Хилл, англ. Major’s Hill Park, буквально «холм майора» — один из наиболее примечательных парков в центральной части города Оттава. Расположен на холме, нависающим над каналом Ридо в месте его впадения в реку Оттава. По ту сторону канала от парка находится Парламентский холм, к северу от парка располагается Национальная галерея Канады, к востоку — посольство США и рынок Байуорд, а к юго-востоку — отель Шато-Лорье, построенный на земле, которая до 1909 года также относилась к парку.
Территория, окружающая парк, в 1-й половине XIX века была застроена домами тех, кто сооружал канал Ридо. На территории будущего парка находилась резиденция главного инженера строительства, подполковника Джона Бая, и холм первоначально назвали «Холм полковника». В 1832 году, однако, Бая сместили по ложному обвинению и отправили в Лондон, а на его место был назначен майор Дэниел Болтон, и холм соответственно стал «Холмом майора». Резиденция главного инженера сгорела в пожаре 1849 года, однако её руины сохранились до настоящего времени.
Благодаря тому, что на территории парка до пожара находилась резиденция, он остался одним из немногих незастроенных зелёных участков в центре города. В настоящее время он находится в управлении Национальной столичной комиссии. В северо-западном углу парка стоят информационные щиты со сведениями о его истории.
В 1980-х гг. парк был популярным местом встреч гомосексуалов. В 1989 г. банда, охотившаяся на гомосексуалов в парке, убила случайного прохожего, сбросив его с моста Александры. В результате полицейских облав убийца был пойман и осуждён, а гомосексуалы стали встречаться в других местах, в частности, на Бэнк-стрит.
Благодаря расположению в центре города парк — весьма популярное место для городских праздников и фестивалей.

## Эволюция парка
- 1834 год. Вид на шлюзы канала Ридо с реки Оттава. Слева, на поросшем деревьями Холме полковника, расположена резиденция Джона Бая. Справа - будущий Парламентский холм.
- 1861 год. Холм майора и шлюзы (за шлюзами - р. Оттава). Дом управляющего шлюзами (частично виден в правой части снимка) будет снесён, когда Холм майора превратится в парк в 1876 году.
- Около 1860-х годов. Вид на южную оконечность Холма майора с Парламентского холма. К этому времени почти весь холм, кроме северной части, был очищен от деревьев. В самом центре фотографии - место, где через полвека появится Шато-Лорье (см. следующую фотографию).
- 1920 год, вид с воздуха. По поручению федерального правительства на южной оконечности парка в 1909—1912 годах сооружён отель Шато-Лорье.
- 1938 год. К этому времени Холм майора превратился в ухоженный городской парк.